# Trubbuddmossa
Trubbuddmossa (Cinclidium subrotundum) är en bladmossart som beskrevs av Lindberg 1868. Enligt Catalogue of Life ingår Trubbuddmossa i släktet uddmossor och familjen Mniaceae, men enligt Dyntaxa är tillhörigheten istället släktet uddmossor och familjen Cinclidiaceae. Arten är reproducerande i Sverige. Inga underarter finns listade i Catalogue of Life.